# Micrandra rossiana
Micrandra rossiana är en törelväxtart som beskrevs av Richard Evans Schultes. Micrandra rossiana ingår i släktet Micrandra och familjen törelväxter. Inga underarter finns listade i Catalogue of Life.